# Jógvan Martin Olsen
Jógvan Martin Olsen (1961. július 30. –) feröeri labdarúgóedző és egykori játékos. 2005 októbere és 2008 októbere között a Feröeri labdarúgó-válogatott szövetségi kapitánya volt.

## Pályafutása
Játékosként a B68 Toftir csapatát erősítette, ahol több mint 220 mérkőzésen lépett pályára, és 32 gólt szerzett. Kétszeres feröeri válogatott. Edzői pályafutását is a B68-nál kezdte, majd a LÍF Leirvíknél és az NSÍ Runavíknál folytatta. Jelentősebb azonban nemzetközi pályafutása: 1994-1998-ig a feröeri U-17-es, 1997-2003-ig az U-19-es válogatott edzője volt. 1997-2005-ig a felnőtt válogatott szövetségi kapitányának asszisztense volt, vagyis Allan Simonsen és Henrik Larsen mellett is dolgozott. Szövetségi kapitányi munkájában a korábbi válogatott játékos, John Petersen segítette. 2008 szeptemberében jelentette be, hogy az októberi VB-selejtezők után lemond posztjáról. Egyúttal azt is közölte, hogy felvételt nyert a Dán labdarúgó-szövetség 18 hónapos P-licences (UEFA Pro licencnek megfelelő) edzőképzésére.

## Magánélete
Jelenleg is Toftirban lakik. Mint minden feröeri labdarúgónak, neki is van főállása a játék mellett: kenyerét villanyszerelőként keresi.